# High Springs
High Springs város az USA Florida államában, Alachua megyében.

## Népesség
A település népességének változása:

| 2010 | 5 350 |
| 2020 | 6 215 |